# Atlanta Vibe 2025
Questa voce raccoglie le informazioni riguardanti le Atlanta Vibe nelle competizioni ufficiali della stagione 2024-2025.

## Stagione
Le Atlanta Vibe partecipano alla stagione 2024-25 senza alcuna denominazione sponsorizzata.
Si classificano al secondo posto nella regular season di PVF, accedendo ai play-off scudetto: escono di scena alle semifinali, sconfitte dalle Orlando Valkyries.

## Organigramma societario
Area direttiva
- Presidente: Colleen Craig
- Team manager: Emma Schurfranz

Area tecnica
- Allenatore: Kayla Banwarth
- Assistente allenatore: Brian Doyon, Sally Polhamus
- Preparatore atletico: Sean Delfavero
- Mental coach: Chip Smith

## Rosa
| N° | Nome                 | Ruolo | Data di nascita   | Nazionalità sportiva |
| -- | -------------------- | ----- | ----------------- | -------------------- |
| 1  | Taylor Head          | S     | 14 novembre 2001  | Stati Uniti          |
| 2  | Micaya White         | S     | 20 settembre 1998 | Stati Uniti          |
| 3  | Shelly Fanning       | C     | 8 gennaio 1997    | Stati Uniti          |
| 4  | Bianca Bertolino     | S     | 4 luglio 2002     | Argentina            |
| 5  | Merritt Beason       | O     | 16 aprile 2003    | Stati Uniti          |
| 7  | Pia Timmer           | S     | 30 maggio 2001    | Germania             |
| 9  | Morgan Hentz         | L     | 27 luglio 1998    | Stati Uniti          |
| 10 | Taya Beller          | C     | 25 aprile 2001    | Stati Uniti          |
| 12 | McKenna Vicini       | C     | 19 agosto 2000    | Stati Uniti          |
| 13 | Leah Edmond          | S     | 13 febbraio 1998  | Stati Uniti          |
| 14 | Whitney Bower        | P     | -                 | Stati Uniti          |
| 15 | Aiko Jones           | O     | 12 agosto 1999    | Giamaica             |
| 17 | Jenna Rosenthal      | C     | 14 maggio 1996    | Stati Uniti          |
| 20 | Madolyn Isringhausen | S     | 4 agosto 2002     | Stati Uniti          |
| 21 | Marlie Monserez      | P     | 23 novembre 1999  | Stati Uniti          |
| 22 | Khori Louis          | C     | 17 dicembre 2002  | Stati Uniti          |
| 24 | Anna Dixon           | S     | 21 agosto 2000    | Stati Uniti          |
| 91 | Amelia Tuaniga       | P     | 21 dicembre 2001  | Stati Uniti          |
| -  | Kacie Evans          | S     | 17 febbraio 2001  | Stati Uniti          |

      Practice squad
      Riserva infortunata

## Mercato
| Acquisti                               | Acquisti             | Acquisti            | Acquisti   |
| R.                                     | Nome                 | da                  | Modalità   |
| -------------------------------------- | -------------------- | ------------------- | ---------- |
| O                                      | Merritt Beason       | Nebraska            | definitivo |
| C                                      | Taya Beller          | Wayne State         | definitivo |
| S                                      | Bianca Bertolino     | Georgia Tech        | definitivo |
| S                                      | Anna Dixon           | Florida             | definitivo |
| S                                      | Taylor Head          | Florida State       | definitivo |
| L                                      | Morgan Hentz         | Athletes Unlimited  | definitivo |
| S                                      | Madolyn Isringhausen | Tennessee Tech      | definitivo |
| O                                      | Aiko Jones           | Louisville          | definitivo |
| C                                      | Khori Louis          | Florida State       | definitivo |
| P                                      | Marlie Monserez      | Athletes Unlimited  | definitivo |
| S                                      | Pia Timmer           | Emlichheim          | definitivo |
| P                                      | Amelia Tuaniga       | Southern California | definitivo |
| C                                      | McKenna Vicini       | Vegas Thrill        | definitivo |
| Trasferimenti nel corso della stagione |                      |                     |            |
| C                                      | Jenna Rosenthal      | Athletes Unlimited  | definitivo |
| S                                      | Micaya White         | Sigorta Shop        | definitivo |

| Cessioni                               | Cessioni             | Cessioni           | Cessioni   |
| R.                                     | Nome                 | a                  | Modalità   |
| -------------------------------------- | -------------------- | ------------------ | ---------- |
| O                                      | Grace Cleveland      | Indy Ignite        | definitivo |
| L                                      | Morgan Hentz         | Athletes Unlimited | definitivo |
| L                                      | Kamaile Hiapo        | San Diego Mojo     | definitivo |
| C                                      | Magdaléna Jehlářová  | LOVB Atlanta       | definitivo |
| O                                      | Anna Lazareva        | Kuzeyboru          | definitivo |
| S                                      | Leketor Member-Meneh | Athletes Unlimited | definitivo |
| P                                      | Marlie Monserez      | Athletes Unlimited | definitivo |
| C                                      | Regan Pittman        | San Diego Mojo     | definitivo |
| S                                      | Yossiana Pressley    | -                  | ritirata   |
| S                                      | Alli Stumler         | -                  | ritirata   |
| C                                      | Karis Watson         | -                  | ritirata   |
| Trasferimenti nel corso della stagione |                      |                    |            |
| S                                      | Kacie Evans          | -                  | svincolata |

## Risultati

### PVF

#### Regular season
| 10 gennaio 2025 CHI Health Center Omaha, Omaha          | Omaha Supernovas  | 3 - 2 | Atlanta Vibe      | 22-25, 25-19, 22-25, 25-22, 15-13 |
| 12 gennaio 2025 Lee's Family Forum, Henderson           | Vegas Thrill      | 0 - 3 | Atlanta Vibe      | 13-25, 22-25, 20-25               |
| 16 gennaio 2025 Gas South Arena, Duluth                 | Atlanta Vibe      | 3 - 2 | Columbus Fury     | 25-23, 19-25, 25-18, 22-25, 16-14 |
| 19 gennaio 2025 Gas South Arena, Duluth                 | Atlanta Vibe      | 0 - 3 | Grand Rapids Rise | 23-25, 23-25, 21-25               |
| 23 gennaio 2025 Gas South Arena, Duluth                 | Atlanta Vibe      | 3 - 1 | Vegas Thrill      | 25-23, 16-25, 25-20, 25-19        |
| 3 gennaio 2025 Viejas Arena, San Diego                  | San Diego Mojo    | 1 - 3 | Atlanta Vibe      | 15-25, 26-24, 17-25, 20-25        |
| 2 febbraio 2025 Lee's Family Forum, Henderson           | Vegas Thrill      | 3 - 1 | Atlanta Vibe      | 25-23, 25-23, 19-25, 25-19        |
| 6 febbraio 2025 Gas South Arena, Duluth                 | Atlanta Vibe      | 0 - 3 | Orlando Valkyries | 14-25, 18-25, 23-25               |
| 8 febbraio 2025 Gas South Arena, Duluth                 | Atlanta Vibe      | 1 - 3 | Omaha Supernovas  | 23-25, 10-25, 25-19, 22-25        |
| 13 febbraio 2025 Van Andel Arena, Grand Rapids          | Grand Rapids Rise | 1 - 3 | Atlanta Vibe      | 25-21, 18-25, 22-25, 19-25        |
| 16 febbraio 2025 Gas South Arena, Duluth                | Atlanta Vibe      | 3 - 2 | Indy Ignite       | 28-30, 25-19, 25-18, 22-25, 15-13 |
| 2 febbraio 2025 Fishers Event Center, Fishers           | Indy Ignite       | 3 - 1 | Atlanta Vibe      | 16-25, 25-20, 25-11, 25-20        |
| 23 febbraio 2025 Nationwide Arena, Columbus             | Columbus Fury     | 3 - 0 | Atlanta Vibe      | 25-19, 25-20, 25-23               |
| 1º marzo 2025 Addition Financial Arena, Orlando         | Orlando Valkyries | 3 - 2 | Atlanta Vibe      | 25-17, 25-18, 15-25, 19-25, 15-13 |
| 7 marzo 2025 Gas South Arena, Duluth                    | Atlanta Vibe      | 3 - 2 | Vegas Thrill      | 25-18, 25-20, 25-27, 20-25, 15-13 |
| 9 marzo 2025 Gas South Arena, Duluth                    | Atlanta Vibe      | 3 - 1 | Indy Ignite       | 25-23, 28-26, 22-25, 33-31        |
| 13 marzo 2025 Van Andel Arena, Grand Rapids             | Grand Rapids Rise | 1 - 3 | Atlanta Vibe      | 23-25, 27-25, 16-25, 22-25        |
| 15 marzo 2025 Gas South Arena, Duluth                   | Atlanta Vibe      | 3 - 2 | San Diego Mojo    | 15-25, 23-25, 25-19, 25-23, 16-14 |
| 21 marzo 2025 Gas South Arena, Duluth                   | Atlanta Vibe      | 3 - 1 | Orlando Valkyries | 21-25, 25-17, 25-23, 25-16        |
| 23 marzo 2025 Nationwide Arena, Columbus                | Columbus Fury     | 0 - 3 | Atlanta Vibe      | 19-25, 15-25, 20-25               |
| 28 marzo 2025 Georgia State Convocation Center, Atlanta | Atlanta Vibe      | 3 - 1 | San Diego Mojo    | 26-28, 25-20, 25-21, 26-24        |
| 3 marzo 2025 Georgia State Convocation Center, Atlanta  | Atlanta Vibe      | 3 - 0 | Columbus Fury     | 25-18, 25-17, 25-18               |
| 8 aprile 2025 Viejas Arena, San Diego                   | San Diego Mojo    | 2 - 3 | Atlanta Vibe      | 25-21, 17-25, 13-25, 25-15, 12-15 |
| 12 aprile 2025 Addition Financial Arena, Orlando        | Orlando Valkyries | 0 - 3 | Atlanta Vibe      | 25-27, 23-25, 14-25               |
| 19 aprile 2025 CHI Health Center Omaha, Omaha           | Omaha Supernovas  | 0 - 3 | Atlanta Vibe      | 25-27, 19-25, 18-25               |
| 26 aprile 2025 Gas South Arena, Duluth                  | Atlanta Vibe      | 3 - 2 | Grand Rapids Rise | 25-23, 25-22, 21-25, 23-25, 15-13 |
| 1º maggio 2025 Fishers Event Center, Fishers            | Indy Ignite       | 2 - 3 | Atlanta Vibe      | 28-26, 25-21, 21-25, 21-25, 10-15 |
| 4 maggio 2025 Gas South Arena, Duluth                   | Atlanta Vibe      | 1 - 3 | Omaha Supernovas  | 23-25, 22-25, 25-19, 23-25        |

#### Play-off scudetto
| Semifinale - 9 maggio 2025 Lee's Family Forum, Henderson | Atlanta Vibe | 1 - 3 | Orlando Valkyries | 18-25, 23-25, 25-18, 16-25 |

## Statistiche

### Statistiche di squadra
| Competizione | Punti | In casa | In casa | In casa | In trasferta | In trasferta | In trasferta | Totale | Totale | Totale |
| Competizione | Punti | G       | V       | P       | G            | V            | P            | G      | V      | P      |
| ------------ | ----- | ------- | ------- | ------- | ------------ | ------------ | ------------ | ------ | ------ | ------ |
| PVF          | 52    | 14      | 10      | 4       | 14           | 9            | 5            | 29     | 19     | 10     |
| Totale       | -     | 14      | 10      | 4       | 14           | 9            | 5            | 29     | 19     | 10     |

### Statistiche dei giocatori
| Giocatrice      | PVF | PVF | PVF | PVF | PVF | Totale | Totale | Totale | Totale | Totale |
| Giocatrice      | P   | PT  | AV  | MV  | BV  | P      | PT     | AV     | MV     | BV     |
| --------------- | --- | --- | --- | --- | --- | ------ | ------ | ------ | ------ | ------ |
| M. Beason       | 24  | 233 | 194 | 23  | 16  | 24     | 233    | 194    | 23     | 16     |
| T. Beller       | 8   | 34  | 26  | 5   | 3   | 8      | 34     | 26     | 5      | 3      |
| B. Bertolino    | 5   | 0   | 0   | 0   | 0   | 5      | 0      | 0      | 0      | 0      |
| W. Bower        | 9   | 2   | 0   | 0   | 2   | 9      | 2      | 0      | 0      | 2      |
| A. Dixon        | 27  | 76  | 70  | 5   | 1   | 27     | 76     | 70     | 5      | 1      |
| L. Edmond       | 29  | 514 | 425 | 48  | 41  | 29     | 514    | 425    | 48     | 41     |
| K. Evans        | -   | -   | -   | -   | -   | -      | -      | -      | -      | -      |
| S. Fanning      | 1   | 4   | 4   | 0   | 0   | 1      | 4      | 4      | 0      | 0      |
| T. Head         | 27  | 60  | 49  | 6   | 5   | 27     | 60     | 49     | 6      | 5      |
| M. Hentz        | 29  | 0   | 0   | 0   | 0   | 29     | 0      | 0      | 0      | 0      |
| M. Isringhausen | 5   | 2   | 2   | 0   | 0   | 5      | 2      | 2      | 0      | 0      |
| A. Jones        | 25  | 138 | 92  | 32  | 14  | 25     | 138    | 92     | 32     | 14     |
| K. Louis        | 29  | 307 | 242 | 59  | 6   | 29     | 307    | 242    | 59     | 6      |
| M. Monserez     | 26  | 91  | 63  | 18  | 10  | 26     | 91     | 63     | 18     | 10     |
| J. Rosenthal    | 0   | 0   | 0   | 0   | 0   | 0      | 0      | 0      | 0      | 0      |
| P. Timmer       | 25  | 236 | 204 | 8   | 24  | 25     | 236    | 204    | 8      | 24     |
| A. Tuaniga      | 24  | 23  | 14  | 5   | 4   | 24     | 23     | 14     | 5      | 4      |
| M. Vicini       | 27  | 192 | 137 | 49  | 6   | 27     | 192    | 137    | 49     | 6      |
| M. White        | 7   | 81  | 75  | 6   | 0   | 7      | 81     | 75     | 6      | 0      |

P = presenze; PT = punti totali; AV = attacchi vincenti; MV = muri vincenti; BV = battute vincenti